# Cser Tamás
Cser Tamás (Budapest, 1938. január 29. – ) magyar bábszínész, színész.

## Életpályája
1966-tól 1992-ig az Állami Bábszínház bábművésze volt. 1992-ben betegsége miatt visszavonult. Jó humorral, szép hanggal, művészi erővel bíró karakterszínész volt.

## Főbb szerepei
- Hercsula macska (Bálint Ágnes: Az elvarázsolt egérkisasszony);
- Gyalu (Shakespeare: Szentivánéji álom);
- Zeusz (Horgas Béla: Odüsszeusz, a tengerek vándora);
- Sancho Panza (De Falla: Pedro mester bábszínháza).